# Regina Jonas
Regina Jonas (Berlín, 3 d'agost de 1902 - Auschwitz, 12 d'octubre/12 de desembre de 1944) va ser una sacerdotessa jueva alemanya, la primera dona ordenada rabina a Alemanya i, que se sàpiga, en el món, de manera oficial. Durant la Segona Guerra Mundial es va negar a emigrar als Estats Units d'Amèrica i va preferir adherir-se a la Resistència contra el règim nazi. Va ser assassinada en el camp de concentració nazi d'Auschwitz.

## Orígens
Jonas va néixer el 3 d'agost de 1902 a la ciutat de Berlín, Prússia, en el si d'una família jueva, empobrida i vinguda a menys però molt ortodoxa. Els seus pares van ser Wolf Jonas i Sara Hess, i va tenir un germà, Abraham Jonas, dos anys major que ella. El 1913 va morir el seu pare, però Regina va continuar els seus estudis perquè somiava a arribar algun dia a ser ordenada rabina.

## Trajectòria
El 1923 es va graduar com a mestra, després de molta obstinació i aconseguir destacar pels seus coneixements i capacitats intel·lectuals, però ràpidament es va desil·lusionar de l'ofici. Tanmateix, es va inscriure a l'Institut Superior d'Estudis Jueus, a l'Acadèmia per a la Ciència del Judaisme, i va cursar seminaris per a educadors i rabins liberals durant 12 semestres. Gràcies a aquesta formació, el 27 de desembre de 1935, ser la primera dona ordenada oficialment com a rabina. El rabí Leo Baeck va ser un dels encarregats d'avaluar-la a l'examen final. Això va succeir en una cerimònia privada dirigida pel president de l'Associació General de Rabins a Alemanya, el rabí Max Dienemann.
Mai una dona havia arribat a un càrrec tan alt en el si del judaisme alemany. Jonas va ser la primera dona en la història mundial a ser ordenada rabina, encara que ja abans havien existit altres dones que oficiaven com a rabines sense haver estat mai ordenades oficialment. D'aquesta forma, Jonas va marcar una fita en la història de la lluita de les dones per equiparar els seus drets als dels homes.
Després de passar la inspecció de juny de 1944, diversos mesos d'estiu passarien amb relativa facilitat, fins que gairebé tots els membres del Consell Jueu, inclòs Jonas, van ser deportats del gueto de Theresienstadt al d'Auschwitz a mitjans d'octubre de 1944, on va ser assassinada menys d'un dia o dos mesos després, als 42 anys.
El seu treball en els camps de concentració nazi, en col·laboració amb el psicòleg Viktor Frankl, va reconfortar espiritualment a molts presoners, ajudant-los a prevenir el suïcidi. Molts supervivents van relatar com els seus sermons i el seu treball pastoral els van estimular i encoratjar durant la seva captivitat.

## Homenatges
El juny de 2001 es va inaugurar una placa commemorativa a Krausnickstraße 6, Berlín-Mitte, on va ser casa seva.
Hi ha un parc públic, dins del Büsing-Park, a la ciutat d'Offenbach am Main, a Hessen, que porta el seu nom. Així mateix, també porta el seu nom un camí que transcorre en paral·lel a la carretera i creua, simbòlicament, el camí rabí Max Dienemann.